# Faster Pussycat
Faster pussycat – Amerykańska grupa glam metalowa z Los Angeles, która zdobyła uznanie krytyków debiutancką płytą Faster Pussycat (1987) a przede wszystkim drugą Wake Me When It's Over (1989), które miesięcznik Kerrang! regularnie umieszczał w gronie najlepszych albumów roku 1987 i 1989.

## Skład zespołu
- Taime Downe - śpiew (1986-1993, 2001-)
- Xristian Simon - gitara (2001-)
- Danny Nordahl - gitara basowa (2001-)
- Chad Stewart - perkusja, instrumenty perkusyjne (2001-)
- Ace Von Johnson- gitara (2010-)

### Byli członkowie
- Brent Muscat - gitara, wokal wspierający (1986-1993, 2001-2005)
- Greg Steele - gitara, pianino, wokal wspierający (1986-1993, 2001)
- Mark Michals - perkusja, instrumenty perkusyjne (1986-1990)
- Kelly Nickels - gitara basowa (1986-1987)
- Eric Stacy - gitara basowa (1987-1993)
- Brett Bradshaw - perkusja, instrumenty perkusyjne (1990-1993)
- Michael Thomas - gitara (2005-2010)

### Muzycy koncertowi
- Frankie Banali - perkusja, instrumenty perkusyjne (1990)
- Tracii Guns - gitara, wokal wspierający (2001-2002)
- Eric Griffin - gitara (2005)

## Dyskografia

### Albumy studyjne
- 1987: Faster Pussycat
- 1989: Wake Me When It's Over
- 1992: Whipped!
- 2006: The Power and the Glory Hole

### Albumy koncertowe
- 2009: Front Row for the Donkey Show

### Minialbumy
- 1990: Live and Rare
- 1992: Belted, Buckled and Booted